# Arakil
Arakil – gmina w Hiszpanii, w Nawarze, o powierzchni 53,78 km². W 2011 roku gmina liczyła 952 mieszkańców.